# Лебеджяй
Лебеджяй (лит. Lebedžiai, пол. Lebiedzie) — деревня в Лентварском старостве, в Тракайском районе Вильнюсского уезда Литвы. Располагается в 2 км от Кариотишек. Ныне деревня безлюдна.

## Физико-географическая характеристика
Деревня Лебеджяй располагается в 2 км на севере от Кариотишек, на севере Лебеджяй граничит с деревней Саусяй.

## История
На картах Лебеджяй впервые упоминается под названием Lebiedzie на Польских картах 1925 и 1933 годов, на Советских картах 1940 года деревня обозначена под названием З. Лебедзе. Согласно переписи населения в Литве 2011 года, деревня Лебеджяй безлюдна.

## Население
| 1905                           | 1931 | 1959 | 1970 | 1979 | 1989 | 2001 | 2011 |
| ------------------------------ | ---- | ---- | ---- | ---- | ---- | ---- | ---- |
| 5                              | 13   | 14   | 11   | 7    | 4    | 7    | 0    |
| Гистограмма динамики населения |      |      |      |      |      |      |      |